# La Croix Maingot
La Croix Maingot es una localidad de Santa Lucía, que forma parte del distrito de Castries.